# Omroep MAX

Aktuelles Logo

Omroep MAX ist ein öffentlich-rechtlicher Rundfunksender (Nederlandse Publieke Omroep) in den Niederlanden. Der Sender wurde 2002 durch Jan Slagter errichtet, welcher schließlich genügend Mitglieder für einen dauerhaften Sendebetrieb rekrutieren konnte. Der Rundfunksender startete am 3. September 2005 sowohl im Fernsehen als auch im Radio.
Der Rundfunkverein wurde im Jahre 2004 von der Politik – durch das Commissariaat voor de Media – mit dem Auftrag für Menschen über 50 Jahren zu senden, besehen. Der Sender wurde für qualitativ hochwertige Programme in den Bereichen Information, Kultur, Entwicklung der Bildung bekannt. Ziel war die Integration der Alten sowie mithilfe der Lebenserfahrung der reiferen Menschen auch die Integration von Jüngeren und Einwanderern in die Gesellschaft. Die Rundfunkanstalt war nicht speziell auf „50-Plusser“ (Menschen über 50) ausgerichtet, MAX hatte diese jedoch als Hauptpublikum.

## Programme

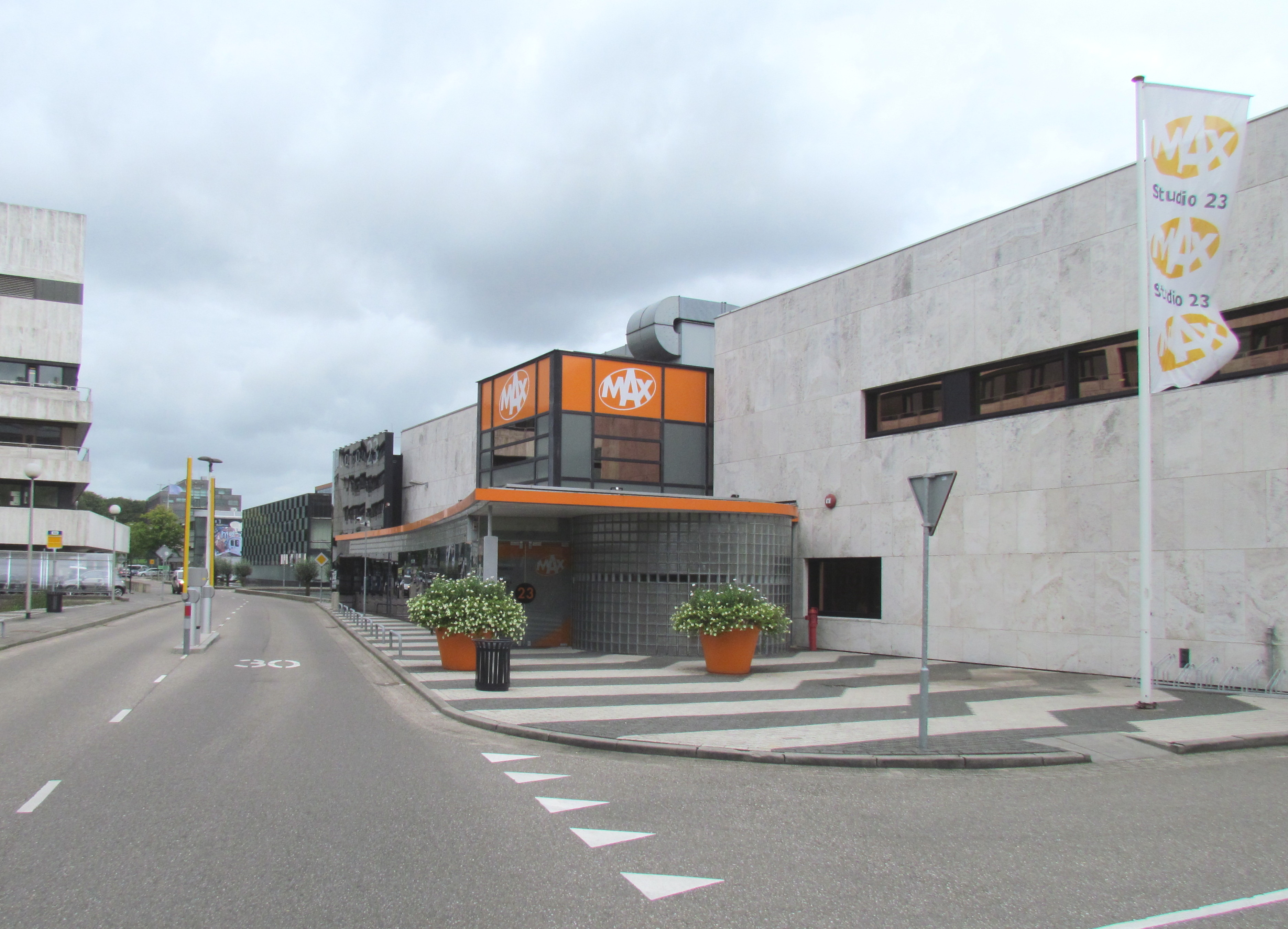
Omroep MAX: Das Studio 23 im Media Park, Hilversum.

Im Radio startete MAX mit der Sendung Easy Listening auf dem Sender Radio 2 moderiert von Meta de Vries und Imme Schande van Westrum. Im Fernsehen startet man mit kurzen 25-minütigen Programmen wie Van nul naar MAX auf dem Sender Nederland 1, welche 465.000 Zuschauer erreichen konnten (laut Stichting KijkOnderzoek). 
MAX sendet seit einiger Zeit die Sendung MAX & Catherine mit Catherine Keyl, die täglich über 700.000 Zuschauer hat. Zwischenzeitlich übernahm Martine van Os die Sendung (seit März 2007). Später wurde angekündigt, dass die Sendung ab dem 1. Mai 2007 Max & Loretta heißen soll, da sie durch Loretta Schrijver übernommen werden sollte – schlussendlich wurde sie dann aber von Keyl übernommen. Inzwischen heißt die Sendung Tijd voor Max (dt. Zeit für Max) und wird von Martine van Os und Sybrand Niessen präsentiert.
Darüber hinaus strahlt die Rundfunkanstalt die Sendung Appeltje voor de Dorst (dt. Äpfelchen für den Durst) über alle möglichen Geldangelegenheiten aus, präsentiert von Martine von Os. Appeltje voor de Dorst erreichte mit ihrer ersten Sendung 950.000 Zuschauer. 
Im Jahre 2008 startete MAX mit einer großflächigen Mitgliedskampagne, die mindestens 150.000 Mitglieder gewinnen sollte. Sie fand vom 1. April 2009 an statt und sollte die weitere Ausstrahlung von Programmen gewährleisten. Später machte Jan Slagter bekannt, dass MAX aktuell 240.192 Mitglieder hat. 

### Fernsehmoderatoren
Folgende Fernsehmoderatoren arbeiten für MAX: Cor Bakker (2006), Duco Bauwens (2008–heute), Karin van den Boogaert (2007–2008), Ad Bouman (2011), Ron Brandsteder (2010–heute), Elles de Bruin (2007–heute), Olga Commandeur (2008–heute), Vincent van Engelen (2011), Violet Falkenburg (2007), Yvonne van Gennip (2009), Myrna Goossen (2010–heute), Cees Grimbergen (2010, 2011–heute), Charles Groenhuijsen (2010–heute), Hanneke Groenteman (2007–heute), Brecht van Hulten (2005), Catherine Keyl (2005–2007), Hennie van der Most (2009–2010), Sybrand Niessen (2008–heute), Martine van Os (2006–heute), Joost Prinsen (2010–heute), Loretta Schrijver (2007–2008), Jan Slagter (2006–heute), Erica Terpstra (2011–heute)